# Тамтачет
Тамтаче́т — посёлок при станции в Тайшетском районе Иркутской области России. Административный центр Тамтачетского муниципального образования. Посёлкообразующая организация — лесозаготовительное предприятие колонии-поселения (ИК-14).

## География
Находится в 230 км к северу от районного центра, на однопутной тепловозной линии Решоты — Карабула (участок Красноярск — Тайшет Транссибирской магистрали). 

Посёлок и станция расположены в бассейне реки Левый Хожо (приток Чуны (Уды)) и её притока — реки Тампачет.

## История
Посёлок образован в 1968 году.

## Население
| 2002 | 2010  | 2011  | 2012  |
| ---- | ----- | ----- | ----- |
| 2204 | ↘1784 | ↘1777 | ↘1732 |

По данным Всероссийской переписи населения 2002 года численно преобладающая национальность посёлка — русские (90 %).
По данным Всероссийской переписи в 2010 году в посёлке при станции проживали 1784 человека (1353 мужчины и 431 женщина).

## Инфраструктура
Улицы: 60 лет Октября, Гайнулина, Железнодорожная, Лесная, Новая, Рабочая, Советская, Станционная, Таёжная. 

Переулки: 1-й, 2-й, 3-й.

В посёлке имеются средняя школа, детский сад, фельдшерско-акушерский пункт, отделение связи, дом культуры, магазины. 

В посёлке расположена колония-поселение ГУФСИН России по Красноярскому краю.

## Религия
В посёлке, на территории колонии-поселения расположена часовня в честь Святого пророка Иеремии Канской епархии РПЦ.

## Памятники и памятные места
- Памятник «Памяти ветеранов Великой Отечественной войны и тружеников тыла, проживавших на территории поселения» (ул. Гайнулина, 1Е)[13].